# Collision aérienne du Sénégal
La collision aérienne du Sénégal est un accident aérien survenu le 5 septembre 2015, lorsqu'un Boeing 737-800 assurant le vol 071 de CEIBA Intercontinental est entré en collision avec un Hawker Siddeley HS-125 de Senegalair, effectuant alors une évacuation sanitaire, à l'est de Tambacounda, au Sénégal. 
Légèrement endommagé, le 737 a réussi à atterrir sans encombre à Malabo, en Guinée équatoriale, mais le HS-125, après être resté en vol pendant près d'une heure sans que l'équipage ne réponde au contrôle aérien, s'est finalement écrasé dans l'océan, tuant les sept personnes présentes à bord.

## Appareils impliqués

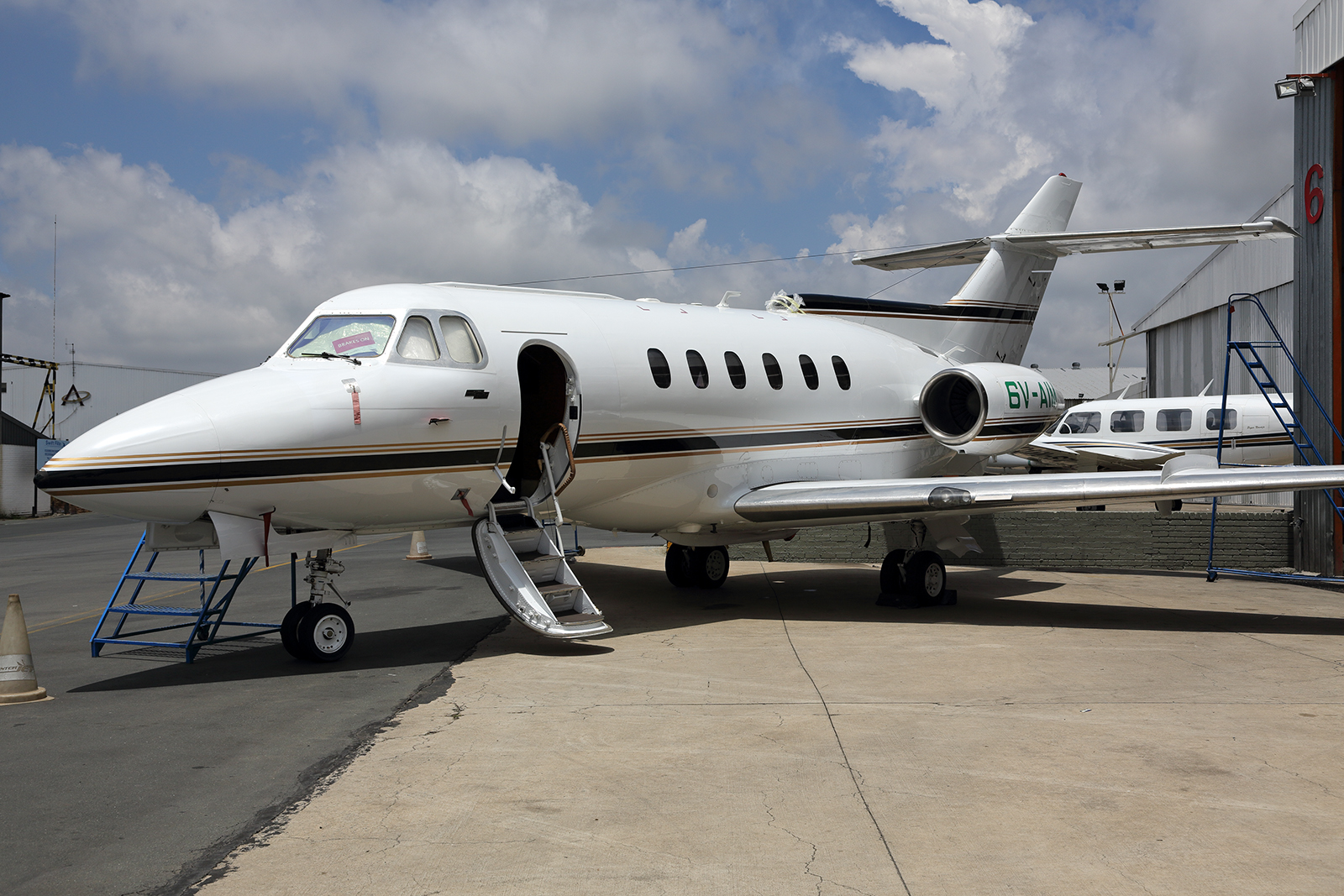
Le Hawker Siddeley HS-125 accidenté
(ici en 2014)

Le Boeing 737-8FB de CEIBA Intercontinental, immatriculé 3C-LLY et baptisé Bioko, avait été mis en service en février 2014. Il effectuait le vol 071 entre Dakar, capitale du Sénégal, et Malabo, en Guinée équatoriale avec 112 personnes à bord.
Le Hawker Siddeley HS-125-700A de Senegalair, immatriculé 6V-AIM, était en service depuis 1979,. Il reliait Ouagadougou (Burkina Faso) à Dakar (vol Senegalair 6) avec sept personnes à bord.

## Collision
Les deux avions sont entrés en collision à 18 h 12 heure locale, à environ 130 kilomètres à l'est de Tambacounda, au Sénégal, alors qu'ils naviguaient tous deux à une altitude de 35 000 pieds (11 000 mètres) le long de la même voie aérienne dans des directions opposées et dans une zone sans couverture radar. 
L'impact a cisaillé la section supérieure du winglet du 737. Il est marqué sur l'enregistreur de données de vol (FDR) par une brève oscillation et un lacet non commandé, rapidement corrigé par le pilote automatique.
On pense que l'ambulance aérienne a été heurtée au niveau du fuselage, entraînant une perte de pression dans la cabine et l'incapacité de l'équipage. Le HS-125 a continué à voler pendant 55 minutes sans que l'équipage ne réponde à aucune des tentatives faites pour les contacter. Il a survolé Dakar, sa destination prévue, avant de manquer de carburant et de s'écraser dans l'océan Atlantique à environ 110 km (70 miles) à l'ouest de Dakar. L'épave n'a jamais été récupérée.
L'équipage du 737 avait entre-temps évalué que son avion fonctionnait normalement et avait décidé de sauter l'escale prévue à Cotonou, au Bénin, et de continuer directement vers Malabo (la base d'opérations de la compagnie aérienne), où il a atterri sans autre incident,.

## Passagers
Les victimes sont une patiente française et trois membres d'équipage, deux Algériens et un Congolais - ainsi qu'un médecin et deux infirmiers sénégalais.

## Enquête
Le 1er août 2017, le BEA du Sénégal a publié un rapport final indiquant que la cause de l'accident était le non-respect par l'équipage du HS-125 à maintenir le niveau de vol 340 qui lui était assigné, et dont l'équipage avait correctement accusé réception au contrôle de la circulation aérienne. Il s'était retrouvé au niveau 350, comme le Boeing 737.
Le rapport a également noté qu'il y avait eu des incidents antérieurs impliquant 6V-AIM dans lesquels un écart important a été enregistré entre l'altitude indiquée par les altimètres et le transpondeur de l'avion, suggérant un défaut possible dans son système anémobarométrique qui aurait contribué à l'accident. Un facteur contributif possible serait le non-respect des procédures établies de la part de  l'équipage et du personnel de maintenance de Senegalair, le rapport relevant plusieurs cas précédents,.
Les deux avions étaient équipés d'un système d'alerte de trafic et d'évitement de collision (TCAS). Celui du CEIBA 737 a ensuite été analysé et s'est avéré fonctionner correctement. Malgré cela, l'équipage du CEIBA n'a reçu aucun avertissement TCAS avant la collision, une circonstance qui, selon le rapport, aurait pu être le résultat de la panne de l'instrument du HS-125 et de l'écart résultant entre les informations d'altitude affichées sur l'altimètre et celles fournies au transpondeur et au TCAS.

## Conséquences
Le 737-800 a été réparé et remis en service par CEIBA Intercontinental. En janvier 2019, l'avion a été réenregistré sous l'immatriculation éthiopienne ET-AWR.